# Cayetano Vidal de Valenciano
Cayetano Vidal de Valenciano (Villafranca del Panadés, 1834-Villafranca del Panadés, 1893) fue un escritor y académico español.

## Biografía
Nació en la localidad barcelonesa de Villafranca del Panadés el 3 de octubre de 1834. Estudió la carrera de Filosofía y Letras hasta el doctorado y la de Derecho. Después de ejercer algún tiempo la abogacía, se presentó a oposiciones a una cátedra vacante en la Facultad de Filosofía y Letras de Barcelona, que obtuvo y que desempeñaría hasta su fallecimiento. Usó en su obra tanto el catalán como el castellano. La Real Academia Española le concedió el título de miembro correspondiente.
Concurrió a los Juegos Florales de Barcelona, obteniendo dos premios extraordinarios por sus novelas La pubilla del mas de Dalt (1866) y La familia del mas dels Salzers (1880) y un accésit en 1863 por Breus apuntacions sobre la vida de V. Ramón Muntaner y l'judici critich de sa Cronica.
En 1867 publicó la novela La vida en lo camp, cuadro de costumbres catalanas, que Elías de Molins considera una de las mejores producciones del renacimiento literario en Cataluña. También fue autor de la novela Rosada d'estiu, elogiada por José María de Pereda.
En la velada literaria celebrada en el Ateneo Barcelonés en honor de Cervantes, leyó un fragmento traducido al catalán del capítulo xlii de la segunda parte del Quijote. En 1879 dio una conferencia en la Associació d'Excursions sobre el tema «Algunas consideracions sobre literatura popular catalana». Fue colaborador de publicaciones periódicas como Diario de Barcelona y La Renaixensa. En el número extraordinario publicado por el periódico madrileño El Día, en conmemoración del centenario de Calderón de la Barca, publicó una carta relacionada. Participó en la publicación de El teatro español y extranjero, obra editada por Salvador Manero, y tradujo del francés varias producciones literarias. Fue presidente de la Real Academia de Buenas Letras y perteneció a la comisión de museos y bibliotecas del Ayuntamiento de Barcelona. Falleció en su localidad natal el 2 de agosto de 1893.